# Heteropoda pedata
Heteropoda pedata este o specie de păianjeni din genul Heteropoda, familia Sparassidae, descrisă de Strand, 1907. Conține o singură subspecie: H. p. magna.